# Baszta Głogowska w Lubinie
Baszta Głogowska – budowla gotycka z połowy XIV wieku w Lubinie usytuowana w północno-zachodniej części rynku.

## Opis
Budowla gotycka wzniesiona na planie kwadratu, pochodząca z czasów budowy miejskich murów obronnych z połowy XIV wieku, podwyższona w XVI wieku. Przebudowana ponownie w XVIII wieku oraz w XIX wieku. Dolne partie wykonano z kamienia i cegły, wyższe z cegły. Hełm wieży z XIX wieku. Brama Głogowska składała się z budynku bramy, stycznego od północy z wieżą oraz z bramy wałowej przed murami. W budynku bramy był 6-metrowej wysokości sklepiony przejazd z mostem zwodzonym, o pierwotnej wysokości 10 m, następnie 20 m. Przy bramie znajdował się podwójny mur obronny oraz potrójna fosa z trzema mostami, z których jeden był zwodzony. Do północno-wschodniej ściany baszty przylegał trzykondygnacyjny budynek z XVIII wieku.

## Stan obecny
Charakterystyczna budowla Lubina to sześciokondygnacyjna przybramna wieża. Obiekt wzniesiony na planie kwadratu. Dolne partie wieży wykonane są z kamienia, zaś górne z cegły. Całość elewacji pokryta jest tynkiem, z akcentowanymi boniowaniem narożnikami. Nieregularnie rozmieszczone są różnej wielkości gotyckie okna w kamiennych obramieniach, większe w górnej części wieży, mniejsze w dolnej. Obiekt przykryty jest wysokim, czterospadowym dachem ceramicznym z przepustnicami. Na uwagę zasługuje zachowany na północnej ścianie ślad dobicia muru obronnego, ukazujący wysokość pierwotnych fortyfikacji miejskich.

## Funkcje
W XVII i XVIII w. wieża pełniła funkcję miejskiego więzienia i to uchroniło ją przed rozbiórką. W 1908 roku urządzono w niej muzeum miejskie i w tej roli przetrwała do 1945 roku. W czasie walk o miasto pod koniec II wojny światowej została poważnie uszkodzona, a przed postępującą destrukcją została zabezpieczona dopiero w 1957 roku. Po remoncie użytkowana była m.in. przez lubiński oddział PTTK jako schronisko młodzieżowe. Obecnie obiekt użytkowany jest przez Lubiński Klub Wysokogórski, Klub Turystyki Górskiej „Problem”, Stowarzyszenie Twórców Kultury, Towarzystwo Miłośników Ziemi Lubińskiej oraz Stowarzyszenie Absolwentów I Liceum Ogólnokształcącego w Lubinie „Absolwent”.

## Literatura
- Stanisław Tokarczuk; Lubin: dzieje miasta; Wydawnictwo Dolnośląskie; Wrocław 2003; s. 15, ISBN 83-7384-012-5